# Rojnî, Letîciv
Rojnî (în ucraineană Рожни) este un sat în comuna Kudînka din raionul Letîciv, regiunea Hmelnîțkîi, Ucraina.

## Demografie
Componența lingvistică a localității Rojnî
     Ucraineană (100%)
Conform recensământului din 2001, toată populația localității Rojnî era vorbitoare de ucraineană (100%).